# Jolana Helena Těšínská
Jolana Helena Těšínská (polsky Jolanta Helena cieszyńska) (narozena okolo roku 1331, zemřela 20. březen 1403) byla těšínská kněžna z dynastie Piastovců, abatyše kláštera klarisek v Krakově.
Dcera těšínského knížete Kazimíra I. a Eufemie Mazovské.

## Život
Jolana Helena měla následovat své sourozence v církevní kariéře, resp. duchovní cestě. Její mladší sestra Alžběta vstoupila do Cisterciáckého řádu v Třebnici (polsky Trzebnica), bratr Siemovít se přidal k johanitům, bratři Jan a Boleslav byli klerici ve vratislavské diecézi.
Jolana vstoupila do řádu klarisek v Krakově, který byl součásti kostela sv. Ondřeje (polsky św. Andrzej). Kde od oku 1361, až do své smrti v roce 1403 plnila roli abatyše. Její tělo bylo pohřbeno v kostele sv. Ondřeje.